# LGM-118 Peacekeeper

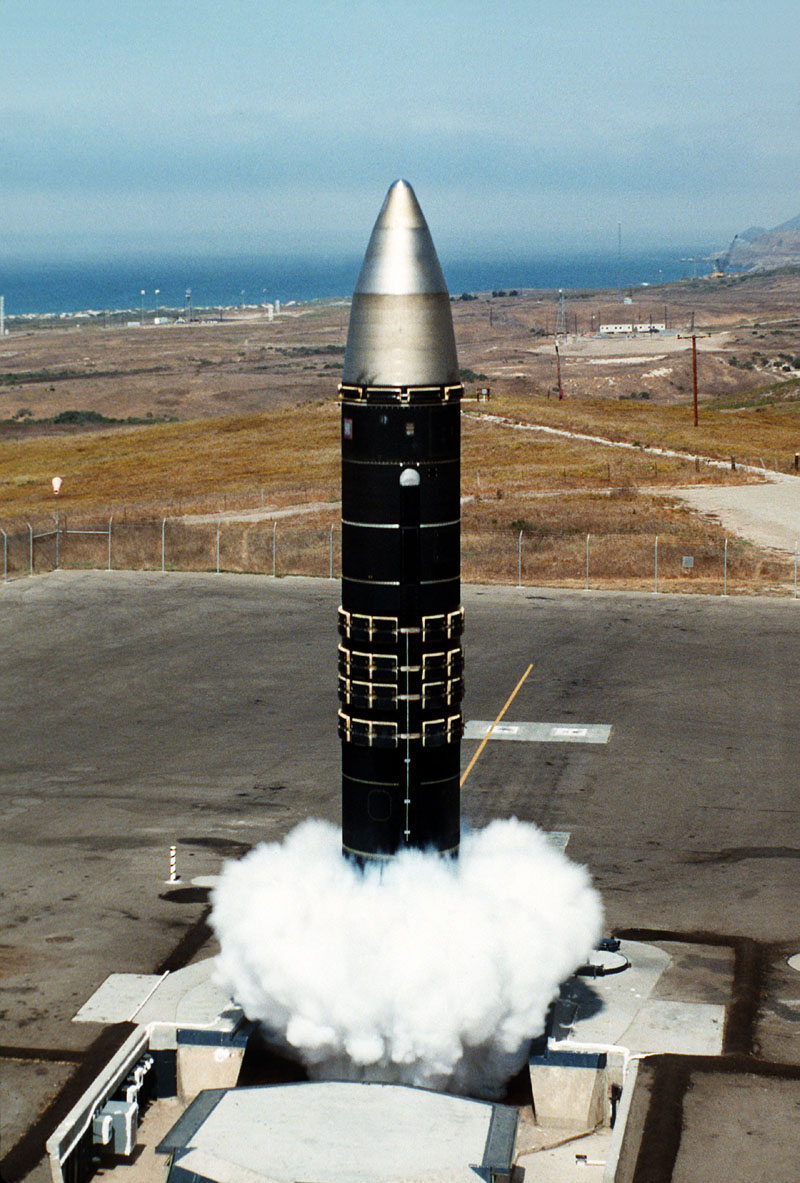
Um dos testes de lançamento do míssil.

O LGM-118 Peacekeeper (em português: Pacificador) foi um míssil balístico intercontinental criado e usado pelos Estados Unidos da América.
Projetado em 1986, era do tipo base-terra, e todos foram desmontados em 2005, restando apenas o Minuteman a ser o único desse tipo no arsenal dos EUA.
Para os testes foram produzidas 50 unidades do Peacekeeper, cada uma podendo carregar até 10 veículos de reentrada, usando ogivas W87, que tinham cada uma o poder de 300kt (cerca de vinte vezes o poder da bomba que devastou Hiroshima durante o final da segunda guerra mundial).
O LGM-118 foi desenvolvido para ser superior aos mísseis Poseidon e Trident, que não possuíam a mesma capacidade retaliação em caso de ataque soviético.
O Peacekeeper conseguia atingir uma velocidade de 23.100 km/h. Tinha 21,6 metros de comprimento e 2,34 metros de diâmetro.